# كلارنس سيدورف

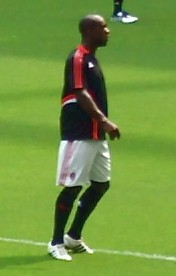
كلارنس سيدورف

كلارنس سيدورف (بالهولندية: Clarence Seedorf) من مواليد 1 أبريل 1976 في باراماريبو في سورينام، يعتبر كلارنس سيدورف اللاعب الوحيد الذي فاز بلقب دوري أبطال أوروبا مع ثلاثة أندية هي: أياكس أمستردام في عام 1995 وريال مدريد في عام 1998 وإيه سي ميلان في عامي 2003-2007، وقد لعب أيضا لنادي سامبدوريا وإنتر ميلان. أعلن إسلامه في 2022 .يعمل مديراً رياضياً في نادي استقلال طهران المملوك لمجموعة الفارسی الخلیج القابضة.

## مسيرته

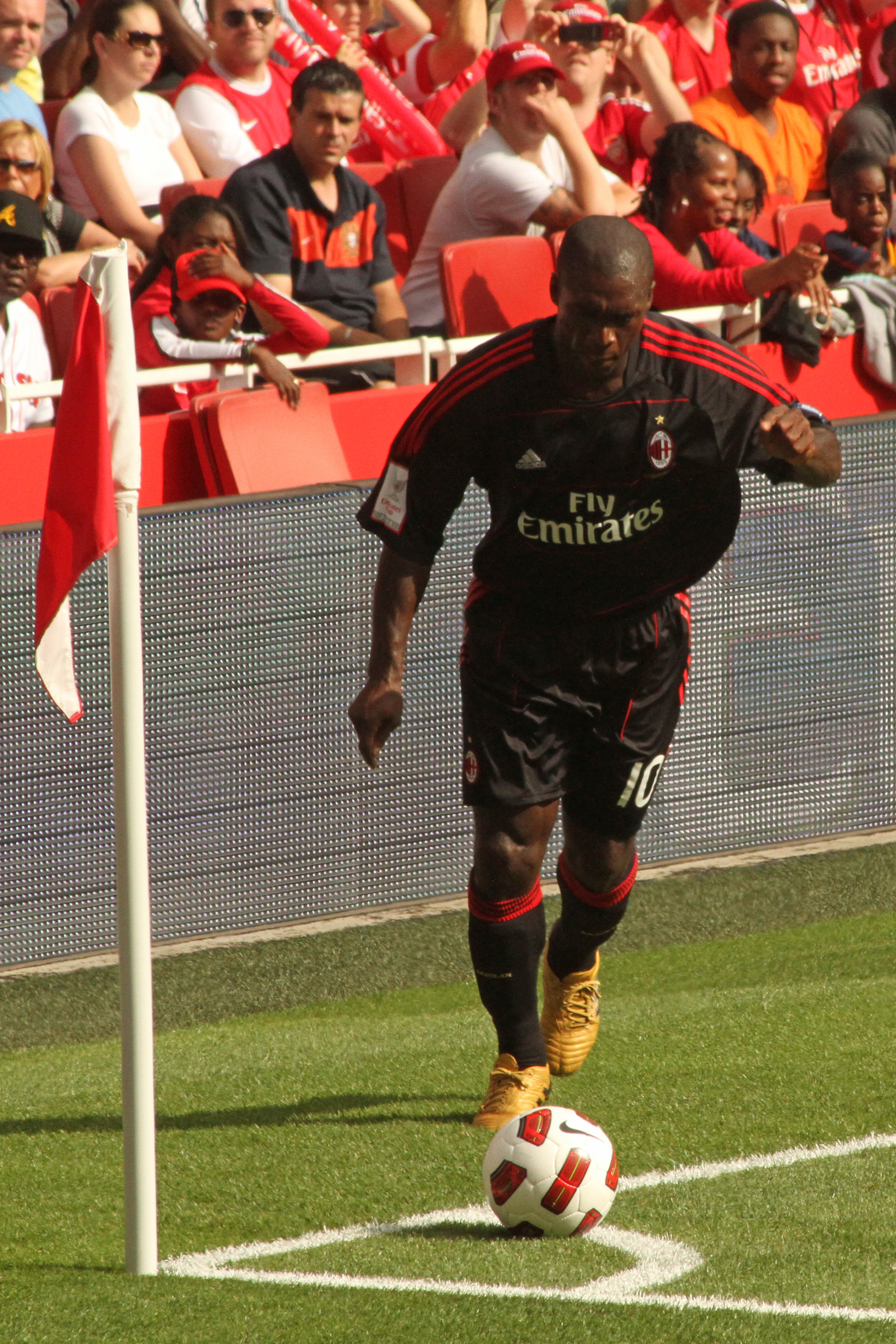
كلارنس سيدورف، 2010

### مع الأندية
بدأ سيدورف مسيرته الكروية مع أياكس أمستردام الهولندي في بداية التسعينات، وكان يلعب في مركز الجناح الأيمن، وقد ساعد الفريق على الفوز بلقب الدوري الهولندي في عام 1993، وفي عام 1995 انتقل إلى نادي سامبدوريا الإيطالي. وبعد موسم واحد فقط مع النادي الإيطالي تقدم له ريال مدريد لشرائه، فانتقل إلى الدوري الإسباني، كانت قدرته الهجومية الكبيرة أحد أهم العوامل التي ساعدت ريال مدريد على الفوز بلقب الدوري الإسباني في موسم.1996/1997، وفي موسم الثاني مع النادي الإسباني ساهم وبشكل كبير في فوز ريال مدريد بلقب دوري أبطال أوروبا، ولكن بسبب حدوث العديد من المشاكل بينه وبين جماهير ريال مدريد فضل العودة إلى إيطاليا وهذه المرة مع إنتر ميلان. وبعد أن لعب سنتين لإنتر ميلان، انتقل لنادي إيه سي ميلان غريم نادي إنتر ميلان وقد ساعد النادي على الفوز بلقب كأس إيطاليا ودوري أبطال أوروبا والدوري الإيطالي، وفي تاريخ 24 يوليو 2006 غير سيدورف رقمه من 20 إلى 10 بعد انتقال زميله روي كوستا من نادي إيه سي ميلان.

### مسيرته الدولية
لعب سيدورف 77 مباراة دولية مع منتخب هولندا لكرة القدم، ولعب مع المنتخب في كأس أوروبا 1996 و2000 و2004، ولعب في كأس العالم 1998، وكانت آخر مشاركة له في مباراة مع المنتخب الهولندي في كأس أوروبا 2004 أمام منتخب البرتغال لكرة القدم، ومنذ أن استلم ماركو فان باستن تدريب منتخب هولندا لكرة القدم
لم يختاره إلى المنتخب.

### التدريب
في 16 يناير 2014 تم الإعلان عن تولي كلارنس سيدورف تدريب نادي إيه سي ميلان بدلاً من ماسيميليانو أليغري، وتم توقيع العقد لمدة سنتين أي لغاية 2016.

## الحياة الشخصية والأعمال الأخرى

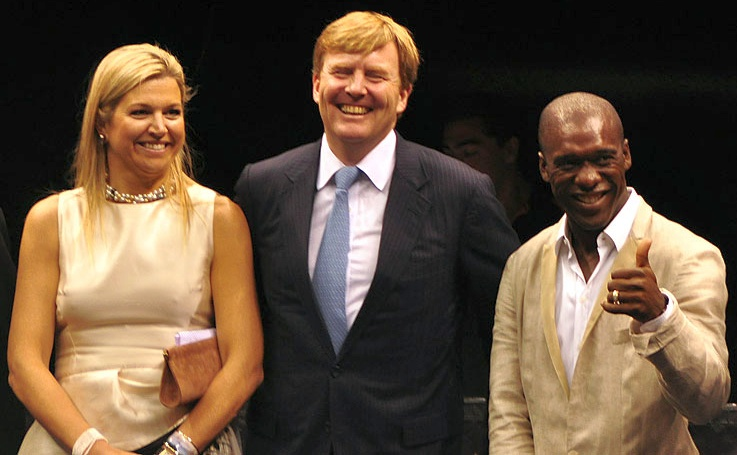
الأميرة ماكسيما والأمير ويليم ألكسندر وكلارنس سيدورف

يتحدث سيدورف ست لغات بطلاقة: الهولنديف والإنجليزية  الإيطالية والبرتغالية والإسبانية وسرانان تونجو. غالبًا ما كان يُنظر إليه على أنه شخصية روحية وذكية وواضحة في كرة القدم، وفي مقابلة عام 2011، ذكر سيدورف أنه كان يدرس للحصول على درجة الماجستير في إدارة الأعمال من جامعة بوكوني المرموقة في ميلانو؛ بسبب هذا، حصل على لقب "il professore" («الأستاذ») خلال فترة لعبه في ميلان. سيدورف متزوج من امرأة برازيلية، لوفيانا سيدورف، يمتلك معها مطعمًا يسمى Finger's في ميلانو. لديهم أربعة أطفال. انتهت العلاقة في حوالي عام 2018، حيث وجد سيدورف شريكًا جديدًا، صوفيا مكراماتي، وهي مواطنة كندية من أصول إيرانية لائقة ومسلمة دينية. في 4 مارس 2022، أعلن سيدورف على إنستغرام أنه اعتنق الإسلام في أبو ظبي.
بسبب علاقته القوية مع دولة سورينام، حيث ولد، فهو يشارك في العديد من مشاريع التنمية الاجتماعية هناك. قام ببناء «ملعب كلارنس سيدورف» الخاص به في منطقة بارا في سورينام. من خلال مؤسسته «أبطال من أجل الأطفال»، يدعم المشاريع من أجل القضايا الخيرية في سورينام. لهذا، كرمته سورينام إلى رتبة القائد الأعلى للنجمة الصفراء، ومؤخراً في عام 2011، حصل على لقب فارس من وسام Orange-Nassau (OON).

## روابط خارجية
- كلارنس سيدورف على موقع الاتحاد الدولي (مؤرشف)  (الإنجليزية)
- كلارنس سيدورف على موقع الاتحاد الأوربي (الإنجليزية)
- كلارنس سيدورف على موقع قاعدة بيانات كرة القدم.إي يو (الإنجليزية)
- كلارنس سيدورف على موقع ليكيب (الفرنسية)
- كلارنس سيدورف على موقع ناشيونال فوتبول تيمز (الإنجليزية)
- كلارنس سيدورف على موقع Soccerway.com (الإنجليزية)
- كلارنس سيدورف على موقع عالم كرة القدم.نت (الإنجليزية)